# Paul-Wilhelm Boell
Paul-Wilhelm Boell, francoski general, * 17. april 1883, † 4. oktober 1940.